# Песчаное (посёлок, Купянский район)
Песчаное (укр. Піщане), посёлок, Куриловский сельский совет, Купянский район, Харьковская область.
Код КОАТУУ — 6323783503. Население по переписи 2001 года составляет 238 (109/129 м/ж) человек.

## Географическое положение
Посёлок находится у истоков реки Лозоватка, ниже по течению на расстоянии в 2 км расположено село Куриловка. Рядом проходит автомобильная дорога Р-07. Через посёлок проходит железная дорога, станция Песчаное.

## История
Посёлок основан в 1890 году.

## Экономика
- Свинотоварная ферма.